# Koerganinsk
Koerganinsk (Russisch: Курганинск) is een Russische stad in kraj Krasnodar. Het ligt in het oosten van de kraj aan de grens met Adygea waarvan het gescheiden is door de rivier de Laba. De stad fungeert als hoofdplaats van het district Koerganinski. De stad heeft 49.037 inwoners.
In 1853 werd er door Koeban-Kozakken een stanitsa met de naam Koerganaja gebouwd. In 1961 werd de stanitsa opgewaardeerd tot de huidige stad. In juni 2002 werd het gebied getroffen door een overstroming waarbij 800 huizen verwoest werden en 4500 beschadigd raakten. De stad is een regionaal landbouwcentrum.

## Demografie
| 1939   | 1959   | 1970   | 1979   | 1989   | 2002   | 2010   | 2015   |
| ------ | ------ | ------ | ------ | ------ | ------ | ------ | ------ |
| 12.202 | 24.266 | 34.815 | 37.559 | 40.763 | 46.618 | 47.970 | 49.037 |

Bestuurlijk centrum: Krasnodar

Steden: Abinsk · Anapa · Apsjeronsk · Armavir · Beloretsjensk · Chadyzjensk · Gelendzjik · Goelkevitsji · Gorjatsji Kljoetsj · Jejsk · Koerganinsk · Korenovsk · Kropotkin · Krymsk · Labinsk · Novokoebansk · Novorossiejsk · Oest-Labinsk · Primorsko-Achtarsk · Slavjansk aan de Koeban · Sotsji · Temrjoek · Tichoretsk · Timasjovsk · Toeapse

Districten: Abinski · Anapski · Apsjeronski · Beloglinski · Beloretsjenski · Brjoekchovetski · Dinskoj · Goelkevitsjski · Jejski · Kalininski · Kanevskoj · Kavkazski · Koerganinski · Koesjtsjovski · Korenovski · Krasnoarmejski · Krylovski · Krymski · Labinski · Leningradski · Mostovski · Novokoebanski · Novopokrovski · Oespenski · Oest-Labinski · Otradnenski · Pavlovski · Primorsko-Achtarski · Severski · Sjtsjerbinovski · Slavjanski · Starominski · Tbilisski · Temrjoekski · Tichoretski · Timasjovski · Toeapsinski · Vyselkovski